# Fontaine-Milon
Fontaine-Milon is een plaats en voormalige gemeente in het Franse departement Maine-et-Loire in de regio Pays de la Loire en telt 354 inwoners (1999) De plaats maakt deel uit van het arrondissement Angers.

## Geschiedenis
Op 22 maart 2015 werd het kanton Seiches-sur-le-Loir, waartoe Fontaine-Milon behoorde, opgeheven en werd de gemeente overgeheveld naar het kanton Beaufort-en-Vallée. Op 1 januari 2016 werden de gemeenten Fontaine-Milon en Mazé samengevoegd tot de op die dag gevormde commune nouvelle Mazé-Milon.

## Geografie
De oppervlakte van Fontaine-Milon bedraagt 8,4 km², de bevolkingsdichtheid is 42,1 inwoners per km².
De onderstaande kaart toont de ligging van Fontaine-Milon met de belangrijkste infrastructuur en aangrenzende gemeenten.

## Demografie
Onderstaande figuur toont het verloop van het inwonertal.